# Kotik galapagoski
Kotik galapagoski (Arctocephalus galapagoensis) – gatunek ssaka z rodziny uchatkowatych (Otariidae).

## Taksonomia
Gatunek po raz pierwszy zgodnie z zasadami nazewnictwa binominalnego opisał w 1904 roku amerykański zoolog Edmund Heller nadając mu nazwę Arctocephalus galapagoensis. Holotyp pochodził z wyspy Wolf, w archipelagu Galapagos, w Ekwadorze. 
Arctocephalus galapagoensis był wcześniej uznawany za podgatunek A. australis. Autorzy Illustrated Checklist of the Mammals of the World uznają ten gatunek za monotypowy. 

### Etymologia
- Arctocephalus: gr. αρκτος arktos „niedźwiedź”; -κεφαλος -kephalos „-głowy”, od κεφαλη kephalē „głowa”[7].
- galapagoensis: Galapagos (hiszp. galopegos „żółwie”)[8].

## Zasięg występowania
Kotik galapagoski występuje na Galapagos, gdzie występuje na większości wysp tego archipelagu.

## Morfologia
Długość ciała samic 110–130 cm, samców 150–160 cm; masa ciała samic do 33 kg (średnio 27,3 kg), samców 60–68 kg. Noworodki osiągają długość 60–80 cm i ciężar 3–4 kg. Występuje dymorfizm płciowy – dorosłe samce są 1,1–1,3 razy dłuższe i 2–2,3 razy cięższe od dorosłych samic. Długość czaszki dorosłych samców 201–210 mm, dorosłych samic 171–186. Kotik galapagoski jest najmniejszym spośród południowych kotików. Ma krótki i spiczasty pysk oraz relatywnie grubą szyję. Umaszczenie tego gatunku nie jest jednolite, kolor uszu, przodu i boków pyska jest złocisty, grzbiet i boki ciała zwierzęcia są szaro brązowe w odróżnieniu do czarnych płetw. Cechą charakterystyczną kotika galapagoskiego, pozwalającą na odróżnienie go od innych pokrewnych mu gatunków np. kotika południowego, są jego kły. Zęby te są delikatne, ostro zaostrzone i pozbawione guzków. Wzór zębowy: I {\displaystyle {\tfrac {3}{2}}} C {\displaystyle {\tfrac {1}{1}}} PM {\displaystyle {\tfrac {6}{5}}} = 36.

## Ekologia
Zwierzęta te spędzają na lądzie więcej czasu niż pozostałe gatunki kotików (70% całego czasu). Żyją około 20 lat. Ich pokarm stanowią przede wszystkim ryby i głowonogi. Żerują niedaleko brzegu przy dnie.

## Status zagrożenia i ochrona
W Czerwonej księdze gatunków zagrożonych Międzynarodowej Unii Ochrony Przyrody i Jej Zasobów został zaliczony do kategorii EN (ang. endangered „zagrożony”). W 2015 na świecie występowało poniżej 10000 osobników tego gatunku. Są zagrożone wyginięciem z powodu polowań na ich futra.